# 複合八面體立方體
在幾何學中，複合八面體立方體，又被稱為八面體-正方體複合體，是一種非凸多面體，屬於星形多面體，外觀看起來像一個正八面體和立方體卡在一起。這可以被看作是多面體的星狀複合物。這種立體圖形曾出現在莫里茨·科內利斯·埃舍爾（M. C. Escher，又譯艾雪）的木刻畫作上，例如艾雪1948年的《群星》作品的左上方。

## 性質
複合八面體立方體是將邊心距相等的正八面體和立方體的頂點互相位於另一個立體每個面幾何中心的垂線上，換句話說，立方體的每個頂點都位於過正八面體之每個面幾何中心的垂線上、正八面體的每個頂點也都位於過正八面體之每個面幾何中心的垂線上。此外兩個立體圖形的每條邊都互相垂直平分，也就是說立方體的每條邊都垂直平分正八面體的每條邊、正八面體的每條邊也都垂直平分立方體的每條邊。
构成八面體立方體複合體的立方体和八面体，其共同區域是一個截半立方體。立方体和八面体的邊緣交叉處互相垂直平分，這正好是菱形對角線的性質，因此若立方体和八面体的顶点两两相连，则正好可以構成12個這種菱形，形成一個菱形十二面體。
整個複合體共有14個面。

### 邊長
八面體立方體複合體中，正八面體和立方體的邊心距相等，这意味者兩者邊長不會等長。其中，正八面體的邊心距為邊長的一半：
rm正八面體{\displaystyle ={\frac {a_{{}_{\text{正 八 面 体}}}}{2}}=0.5\cdot a}正八面體
立方體的邊心距為邊長二平方根倍的一半
rm立方體{\displaystyle ={\frac {a_{{}_{\text{立 方 体}}}}{\sqrt {2}}}\approx 0.707\cdot a}立方體
因此若兩者邊心距要相等，則若立方體邊長為：
a立方體 = 1
则正八面體邊長為：
a正八面體 = {\displaystyle {\sqrt {2}}}

### 頂點座標
若複合八面體立方體中的立方體邊長為1單位長，則複合八面體立方體的頂點為立方體的頂點和邊長二的平方根倍的正八面體，會落在：
{\displaystyle (\pm 1/2,\pm 1/2,\pm 1/2)}、
{\displaystyle (\pm 1,0,0)}、
{\displaystyle (0,\pm 1,0)}、
{\displaystyle (0,0,\pm 1)}。
這些頂點座標與可以進行空間填充的菱形十二面體相同。

### 體積與表面積
複合八面體立方體是一種星形多面體，如同星形多邊形，重疊的部分不計入面積計算，也就是说八面體和立方體共同的部分不列入體積的計算，因此其體積可藉由立方體的體積與八面體相加再扣掉中間的截半立方體，也可以計算其凸出來的6個正四角錐和8個直角三角錐的總和。一個立方體邊長為1的複合八面體立方體其體積為{\displaystyle 3/2}。
其表面積為八面體與立方體表面積的和。一個立方體邊長為1的複合八面體立方體其表面積為{\displaystyle 6+4{\sqrt {3}}}。

## 第一种星形截半立方體
與複合八面體立方體共用頂點的形狀，且外觀相同的形狀是第一種星形截半立方體，由48個三角形面、72條邊和26個頂點組成，其星形核為截半立方體、凸包為菱形十二面體。
| 圖像   |
| 星狀圖 |

### 性質
這星形多面體大部分的性質都與複合八面體立方體相同，除了體積與表面積之外。這種星形多面體等於扣掉了中心重合的截半立方體的複合八面體立方體，其體積和表面積為：
{\displaystyle A=3(1+{\sqrt {3}})a^{2}\approx 8.1961524a^{2}}
{\displaystyle V={\frac {3}{2}}a^{3}=1.5a^{3}.}
其中{\displaystyle a=} 正立方体边长.